# Індекс ринку облігацій
Індекс облігацій або індекс ринку облігацій — це метод вимірювання вартості секції ринку облігацій. Він обчислюється за цінами вибраних облігацій (як правило, середньозважений). Це інструмент, який використовують інвестори та фінансові менеджери для опису ринку та порівняння прибутку від конкретних інвестицій.
Індекс — це математична конструкція, тому її не можна інвестувати безпосередньо. Але багато взаємних фондів та біржових фондів намагаються «відслідковувати» індекс (див. Індексний фонд).